# Julie Depardieu
Julie Marion Depardieu (Boulogne-Billancourt, 18 de junho de 1973) é uma atriz francesa.

## Início de vida
Depardieu nasceu em 18 de junho de 1973 em Boulogne-Billancourt, comuna francesa nos arredores de Paris. Ela é filha dos atores Élisabeth Guignot e Gérard Depardieu e irmã do também ator Guillaume Depardieu. Ela tem dois meios-irmãos paternos: Roxane e Jean.
Ela tem dois filhos com seu parceiro, o músico Philippe Katerine.

## Carreira
Em 2004 ela venceu duas categorias do César (Melhor Atriz Secundária e Melhor Atriz Revelação) por La petite Lili, e em 2008 venceu novamente (Melhor Atriz Secundária) pelo filme Un secret. Depardieu também foi indicada ao César de Melhor Atriz Secundária pela sua atuação em Podium.
Em 2008 ela dirigiu a sua primeira opereta, Les contes d'Hoffmann, no castelo Vaux le Vicomte.

## Filmografia
| Ano  | Título                               | Papel                  | Diretor                      | Notas                                       |
| ---- | ------------------------------------ | ---------------------- | ---------------------------- | ------------------------------------------- |
| 1994 | Le Colonel Chabert                   | Mathilde               | Yves Angelo                  |                                             |
| 1994 | La machine                           |                        | François Dupeyron            |                                             |
| 1996 | Les liens du coeur                   | Sarah                  | Josée Dayan                  | Telefilme                                   |
| 1996 | La passion du docteur Bergh          | Valerie Letechin       | Josée Dayan                  | Telefilme                                   |
| 1998 | L'examen de minuit                   | Séréna Dartois         | Danièle Dubroux              | Indicada - Acteurs à l'Écran - Melhor Atriz |
| 1998 | Intime conviction                    | Laurence               | John Lvoff                   | Telefilme                                   |
| 1998 | Le Comte de Monte-Cristo             | Valentine De Villefort | Josée Dayan                  | Minissérie                                  |
| 1999 | Peut-être                            | Nathalie               | Cédric Klapisch              |                                             |
| 2000 | Les Destinées sentimentales          | Marcelle               | Olivier Assayas              |                                             |
| 2000 | In extremis                          | Anne                   | Etienne Faure                |                                             |
| 2000 | Love me                              | Barbara                | Laetitia Masson              |                                             |
| 2000 | Les marchands de sable               | Catherine              | Pierre Salvadori             |                                             |
| 2000 | 30 ans                               | Ariane                 | Laurent Perrin               |                                             |
| 2000 | Grand oral                           | Sylvie                 | Yann Moix                    | Curta-metragem                              |
| 2000 | HLA identique                        | Valéria                | Thomas Briat                 | Curta-metragem                              |
| 2000 | Deux femmes à Paris                  | Maud                   | Caroline Huppert             | Telefilme                                   |
| 2001 | Dieu est grand, je suis toute petite | Valérie                | Pascale Bailly               |                                             |
| 2001 | Veloma                               | Lucie                  | Marie de Laubier             |                                             |
| 2001 | Bad Karma                            | Crystal                | Alexis Miansarow             |                                             |
| 2001 | Zaïde, un petit air de vengeance     | Marie                  | Josée Dayan                  | Telefilme                                   |
| 2001 | Les enfants d'abord                  | Cécilia Contini        | Aline Issermann              | Telefilme                                   |
| 2001 | L'aîné des Ferchaux                  | Lina                   | Bernard Stora                | Telefilme                                   |
| 2003 | La petite Lili                       | Jeanne-Marie           | Claude Miller                |                                             |
| 2003 | Bolondok éneke                       | Veronique / Marie      | Csaba Bereczky               |                                             |
| 2003 | Bienvenue au gîte                    | Nina Strong            | Claude Duty                  |                                             |
| 2003 | Le lion volatil                      | Clarisse               | Agnès Varda                  | Curta-metragem                              |
| 2003 | Spartacus                            |                        | Virginie Lovisone            | Curta-metragem                              |
| 2003 | Le porteur de cartable               | Mademoiselle Ceylac    | Caroline Huppert             | Telefilme                                   |
| 2003 | Jean Moulin, une affaire française   | Henriette              | Pierre Aknine                | Telefilme                                   |
| 2003 | La maison des enfants                | Charlotte              | Aline Issermann              | Minissérie                                  |
| 2004 | Un long dimanche de fiançailles      | Véronique Passavant    | Jean-Pierre Jeunet           |                                             |
| 2004 | Podium                               | Véro                   | Yann Moix                    |                                             |
| 2004 | Eros thérapie                        | Agathe                 | Danièle Dubroux              |                                             |
| 2004 | Milady                               | Constance Bonacieux    | Josée Dayan                  | Telefilme                                   |
| 2005 | La febbre                            | Julie                  | Alessandro D'Alatri          |                                             |
| 2005 | Sauf le respect que je vous dois     | Flora                  | Fabienne Godet               |                                             |
| 2005 | Un fil à la patte                    | Amélie                 | Michel Deville               |                                             |
| 2005 | Le passager                          | Jeanne                 | Éric Caravaca                |                                             |
| 2005 | L'oeil de l'autre                    | Alice                  | John Lvoff                   |                                             |
| 2005 | Celle qui reste                      | Jeanne                 | Virginie Sauveur             | Telefilme                                   |
| 2005 | Toilet Zone                          | Various                | Olivier Baroux               | Série de televisão                          |
| 2005 | Les Rois maudits                     | Jeanne de Poitiers     | Josée Dayan                  | Minissérie                                  |
| 2006 | Toi et moi                           | Ariane                 | Julie Lopes-Curval           |                                             |
| 2006 | La faute à Fidel!                    | Marie de la Mesa       | Julie Gavras                 |                                             |
| 2006 | Poltergay                            | Emma                   | Éric Lavaine                 |                                             |
| 2006 | Essaye-moi                           | Jacqueline             | Pierre-François Martin-Laval |                                             |
| 2006 | La mémoire des autres                | Elise                  | Pilar Anguita-MacKay         |                                             |
| 2006 | Qui m'aime me suive                  | Praline                | Benoît Cohen                 |                                             |
| 2006 | Toothache                            | Bibi                   | Ian Simpson                  |                                             |
| 2007 | Les Témoins                          | Julie                  | André Téchiné                |                                             |
| 2007 | Rush Hour 3                          | Paulette               | Brett Ratner                 |                                             |
| 2007 | Un secret                            | Louise                 | Claude Miller                |                                             |
| 2007 | Cow-Boy                              | Christelle Piron       | Benoît Mariage               |                                             |
| 2008 | Les Femmes de l'ombre                | Jeanne Faussier        | Jean-Paul Salomé             |                                             |
| 2008 | Elles et Moi                         | Alice Brunetti         | Bernard Stora                | Minissérie                                  |
| 2009 | Le Bal des actrices                  | Ela mesma              | Maïwenn                      |                                             |
| 2009 | Bancs publics                        |                        | Bruno Podalydès              |                                             |
| 2009 | La femme invisible                   | Lili                   | Agathe Teyssier              |                                             |
| 2009 | Au siècle de Maupassant              | Adèle                  | Laurent Heynemann            | Série de televisão (1 episódio)             |
| 2010 | Pièce montée                         | Marie                  | Denys Granier-Deferre        |                                             |
| 2010 | Le mariage à trois                   | Harriet                | Jacques Doillon              |                                             |
| 2010 | Je suis un no man's land             | Sylvie                 | Thierry Jousse               |                                             |
| 2010 | Libre échange                        | Jocelyne Delvaux       | Serge Gisquière              |                                             |
| 2011 | L'art d'aimer                        | Isabelle               | Emmanuel Mouret              |                                             |
| 2011 | Possessions                          | Maryline Caron         | Éric Guirado                 |                                             |
| 2011 | Bouquet final                        | Claire                 | Josée Dayan                  | Telefilme                                   |
| 2013 | Opium                                | Nyx                    | Arielle Dombasle             |                                             |
| 2013 | Ma maman est en Amérique...          | Yvette                 | Marc Boréal & Thibaut Chatel |                                             |
| 2013 | Indiscrétions                        | Julie Lefort           | Josée Dayan                  | Telefilme                                   |
| 2013 | La Famille Katz                      | Théa                   | Arnauld Mercadier            | Série de televisão (6 episódios)            |
| 2014 | Les Yeux jaunes des crocodiles       | Joséphine Cortes       | Cécile Telerman              |                                             |
| 2014 | À la vie                             | Hélène                 | Jean-Jacques Zilbermann      |                                             |
| 2014 | Magnum                               | Ela mesma              | Philippe Katerine            | Telefilme                                   |
| 2016 | Crash Test Aglaé                     | Liette                 | Eric Gravel                  |                                             |
| 2016 | C'est quoi cette famille ?!          | Agnès                  | Gabriel Julien-Laferrière    |                                             |
| 2017 | Capitaine Marleau                    | Jeannette Poupeaux     | Josée Dayan                  | Série de televisão (1 episódio)             |

## Teatro
| Ano     | Título                          | Autor             | Diretor                         | Notas                                      |
| ------- | ------------------------------- | ----------------- | ------------------------------- | ------------------------------------------ |
| 2003    | Mémoires de deux jeunes mariées | Honoré de Balzac  | Jacques Décombe                 |                                            |
| 2004    | Le Jardin aux betteraves        | Roland Dubillard  | Jean-Michel Ribes               |                                            |
| 2008    | Les contes d'Hoffmann           | Jacques Offenbach | Julie Depardieu e Stéphan Druet |                                            |
| 2010-11 | Nono                            | Sacha Guitry      | Michel Fau                      | Indicação - Prêmio Molière de Melhor Atriz |
| 2014    | Le misanthrope                  | Molière           | Michel Fau                      |                                            |